# Elachiptera assamensis
Elachiptera assamensis är en tvåvingeart som beskrevs av Cherian 1975. Elachiptera assamensis ingår i släktet Elachiptera och familjen fritflugor. Inga underarter finns listade i Catalogue of Life.